# Lajos Kassák
(Lajos Kassák, dall'ode Operai, vv. 19-21.)
Lajos Kassák (Nové Zámky, 21 marzo 1887 – Budapest, 22 luglio 1967) è stato uno scrittore, artista e giornalista ungherese.
Di origine operaia, conobbe il futurismo in Italia, dove aveva lavorato in gioventù, e ne introdusse i programmi in patria, tentando di conciliarli con le sue convinzioni socialiste. Si scontrò con il potere politico sia durante il periodo di Béla Kun (1919), sia nei primi anni del regime comunista instaurato da Mátyás Rákosi. 
Fondò le riviste A Tett (L'azione, 1915), interdetta nel 1916 per la sua impostazione internazionalista e antimilitarista, e MA (Oggi, 1916), organo principale del movimento attivista. Dal 1920 al 1926 visse in esilio a  Vienna e una volta rientrato in Ungheria proseguì la sua attività attraverso le riviste Dokumentum (1926-27) e Munka ("Lavoro", 1928-38) sostenendo le lotte del movimento operaio e l'avanguardia artistica.
Dopo la guerra, sotto il governo filosovietico, la sua attività viene fortemente limitata. Una situazione che penalizza molti degli artisti della sua epoca, da László Moholy-Nagy ad Albert Nagy.
Scrisse poesie (Mia madre, l'universo, 1922; Terra mia, fiore mio, 1935; Amore, amore, 1962; Foglie di quercia, 1965) e romanzi socialmente impegnati (Vita di un uomo, 1927-35; Dramma nel bosco, 1943; Fratelli infelici, 1953; La fine della strada, 1963).